# Wegekreuz (Kloppenheim)

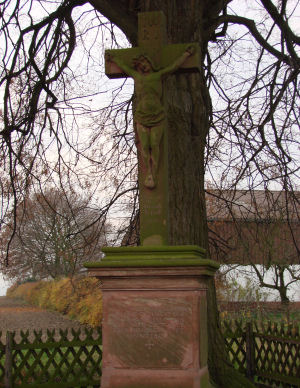
Der gekreuzigte Heiland

Das Wegekreuz ist ein steinernes Flurkreuz im Gebiet der hessischen Stadt Karben. Es wurde in Verehrung Jesu Christi auf einer kleinen Anhöhe etwa einen Kilometer südlich des Dorfes Kloppenheim an der Verbindungsstraße nach Bad Vilbel errichtet. Das im Stil des Klassizismus ausgeführte Kreuz ist durch Inschrift im Sockel auf das Jahr 1805 datiert. Als Stifter sind die Eheleute KRIY genannt.
Das Denkmal zeigt auf einem massiven Sockel den ans Kreuz genagelten Heiland. Sockel, Kreuz und Corpus sind in rotem Sandstein gearbeitet. An der Stirnseite des Sockels eingraviert ist die Inschrift:
GELOBT SEY JESUS CHRISTUS
SCHEME DICH NICHT DES
ZEICHEN UNSERS HERRN
JESU CHRISTI GOTT VATER
SOHN UND HEILIGER GEIST
ANNO 1805
†
Unterhalb des Gekreuzigten gibt eine Inschrift Hinweis auf eine von Heinrich Ruppel im Jahr 1890 durchgeführte Renovierung.
Koordinaten: 50° 13′ 40″ N, 8° 44′ 38″ O